# Winston-Salem Journal
Le Winston-Salem Journal est un quotidien américain, principalement distribué à Winston-Salem et le comté de Forsyth en Caroline du Nord.

## Histoire